# Idaea miltophrica
Idaea miltophrica är en fjärilsart som beskrevs av Turner 1922. Idaea miltophrica ingår i släktet Idaea och familjen mätare. Inga underarter finns listade i Catalogue of Life.